# Campagna di Bermuda Hundred
La campagna di Bermuda Hundred fu costituita da una serie di battaglie combattute in Virginia nel maggio 1864 nel corso della Guerra di secessione americana. Il generale unionista Benjamin Butler tentò di attaccare la capitale confederata Richmond giungendo da est, alla guida dell'Armata del James, ma venne fermato delle truppe sudiste, al comando del gen. P.G.T. Beauregard.

## Antefatti
All'inizio del 1864, Ulysses S. Grant fu promosso tenente generale e ricevette il comando di tutte le forze armate dell'Unione. Grant escogitò una strategia coordinata che avrebbe colpito al cuore la Confederazione da direzioni molteplici: al mag. gen. Benjamin Butler venne assegnato un esercito di 33 000 uomini con l'incarico di minacciare Richmond e, soprattutto, di tagliare la linea ferroviaria che univa la capitale a Petersburg, impedendo ogni possibilità di rifornimento all'esercito del Generale Lee. La campagna prese il nome dal villaggio di pescatori posto a sud-est di Richmond e nord-est di Petersburg, dove la marina unionista sbarcò Butler e la sua Armata del James a Bermuda Hundred il 5 maggio. Le forze confederate, guidate dal generale P.G.T. Beauregard, erano costituite da 18 000 uomini, molti tra i quali anziani o adolescenti, teoricamente non in grado di fronteggiare i soldati dell'Unione.

## Battaglie
| Battaglia                           | Luogo                  | Data         | Esito                | Comandanti e Effettivi Unione       | Comandanti e Effettivi CSA           | Perdite Unione | Perdite CSA | Note                                                      |  |
| ----------------------------------- | ---------------------- | ------------ | -------------------- | ----------------------------------- | ------------------------------------ | -------------- | ----------- | --------------------------------------------------------- |  |
| Battaglia di Port Walthall Junction | Contea di Chesterfield | 6-7 maggio   | inconcludente        | Benjamin Butler                     | Johnson Hagood                       | 300            | 200         |                                                           |  |
| Battaglia di Swift Creek            | Contea di Chesterfield | 9 maggio     | inconcludente        | Benjamin Butler 14 000              | PGT Beauregard 4 200                 |                |             | complessivamente 990 perdite                              |  |
| Chester Station                     | Contea di Chesterfield | 10 maggio    | inconcludente        | Quincy Gillimore Alfred Terry 3 400 | Robert Ransom, Jr. Seth Barton 2 000 | 280            | 249         |                                                           |  |
| Battaglia di Proctor's Creek        | Contea di Chesterfield | 12-16 maggio | vittoria confederata | Benjamin Butler 30 000              | PGT Beauregard 18 000                | almeno 6 600   | 2 500       |                                                           |  |
| Battaglia di Ware Bottom Church     | Contea di Chesterfield | 20 maggio    | vittoria confederata | Benjamin Butler                     | PGT Beauregard                       |                |             | complessivamente 10 000 soldati impiegati e 1 500 perdite |  |

 Battaglia di Port Walthall Junction 6 - 7 maggio 
Il 6 maggio la brigata del Brig. Gen. Johnson Hagood riuscì a fermare il tentativo unionista di interrompere la ferrovia nel nodo di Port Walthall Junction. Tuttavia, il 7 i nordisti riuscirono nel loro intento, costringendo le truppe confederate a ritirarsi dietro il Swift Run Creek e ad attendere rinforzi. Nel corso delle due giornate di battaglia i nordisti persero più di 300 uomini, meno di 200 i sudisti.
 Battaglia di Swift Creek 9 maggio 
Butler tentò una sortita verso Petersburg alla guida di circa 14 000 uomini; Beauregard e i suoi 4 200 soldati risposero con un attacco fermato a costo di gravi perdite. Le truppe nordiste si accontentarono di infliggere danni alla ferrovia e l'avanzata unionista, appoggiata dal bombardamento di Fort Clifton da parte di 5 cannoniere a vapore, fu presto interrotta. Entrambe le parti subirono circa 1 000 perdite.
 Battaglia di Chester Station 10 maggio 
Due brigate confederate guidate dal maggiore generale Robert Ransom attaccarono l'esercito di Butler che stava distruggendo la ferrovia a Chester Station. I sudisti attaccarono presso Winfree House, costringendo i Federali al ritiro nei loro trinceramenti di Bermuda Hundred e s'impossessarono di un cannone.
 Battaglia di Proctor's Creek 12 - 16 maggio 
Dopo essere stato costretto al ritiro a Chester Station, Butler si spostò a nord, fronteggiando la linea confederata a Drewry's Bluff. Il 13 maggio, una colonna dell'Unione colpì il fianco destro della linea confederata alla Wooldridge House, tuttavia l'estrema cautela di Butler diede tempo a Beauregard di concentrare 18 000 uomini con cui, all'alba del 16 maggio, attaccò i 30 000 soldati unionisti mal condotti e disorganizzati. Butler fu costretto al ritiro e, di fatto, rinunciò definitivamente all'offensiva contro Richmond. Le perdite complessive furono di almeno 9 100 uomini.
 Battaglia di Ware Bottom Church 20 maggio 
Ancora una volta, Beauregard, seppur in inferiorità numerica, condusse i suoi uomini alla vittoria contro l'esercito di Butler.

## Conseguenze
La spedizione di Butler fu un fallimento totale, con l'intera Armata del James bloccata a Bermuda Hundred, incapace di muoversi. Per contro, con l'impiego di un esiguo numero di uomini, Beauregard riuscì a rendere inutilizzabili le truppe di Butler per l'intera durata dell'Assedio di Petersburg, riuscendo anche a distaccare rinforzi per l'esercito di Lee in tempo utile per i combattimenti a Cold Harbor.